# Dhanus pohli
Dhanus pohli är en spindeldjursart som beskrevs av Volker Mahnert 2007. Dhanus pohli ingår i släktet Dhanus och familjen Ideoroncidae. Inga underarter finns listade i Catalogue of Life.